# Live Santa Monica '72
Live Santa Monica '72 è un album live di David Bowie. È stato pubblicato il 30 giugno 2008 nel Regno Unito ed il 22 luglio 2008 negli Stati Uniti. Rappresenta la versione ufficiale dell'album bootleg Santa Monica '72, pubblicato circa quindici anni prima dalla Golden Years - Griffin Music.

## Tracce
- Tutte le canzoni sono scritte da David Bowie, tranne quando indicato.

1. Introduction – 0:13
2. Hang On to Yourself – 2:46
3. Ziggy Stardust – 3:23
4. Changes – 3:27
5. The Supermen – 2:55
6. Life on Mars? – 3:28
7. Five Years – 4:32
8. Space Oddity – 5:05
9. Andy Warhol – 3:50
10. My Death (Eric Blau, Mort Shuman, Jacques Brel) – 5:51
11. The Width of a Circle – 10:44
12. Queen Bitch – 3:00
13. Moonage Daydream – 4:53
14. John I'm Only Dancing – 3:16
15. I'm Waiting for the Man (Lou Reed) – 5:45
16. The Jean Genie – 4:00
17. Suffragette City – 4:12
18. Rock 'n' Roll Suicide – 3:01

## Formazione
- David Bowie – voce, chitarra
- Mick Ronson – voce secondaria, chitarra, basso
- Trevor Bolder – basso
- Mick "Woody" Woodmansey – batteria
- Mike Garson – piano